# 巴尔 (下莱茵省)
巴尔（法語：Barr，法語發音：[baʁ] ⓘ）是法国下莱茵省的一个市镇，位于该省南部，属于塞莱斯塔-埃尔什泰因区。

## 地理
巴尔（48°24'29"N, 7°26'59"E）面积20.61 平方千米，位于法国大東部大區下莱茵省，该省份为法国大陆部分最东部的省份，是阿尔萨斯的一部分，今与上莱茵省组成了阿尔萨斯欧洲集体，其南至上莱茵省，西南接孚日省和默尔特-摩泽尔省，西接摩泽尔省，北与德国接壤。
与巴尔接壤的市镇（或旧市镇、城区）包括：艾利根什泰因、昂德洛、热尔特维莱、勒奥瓦尔德、米泰尔贝尔甘、奥贝奈、奥特罗特、圣纳博尔、圣皮埃尔、泽尔维莱。
巴尔的时区为UTC+01:00、UTC+02:00（夏令时）。

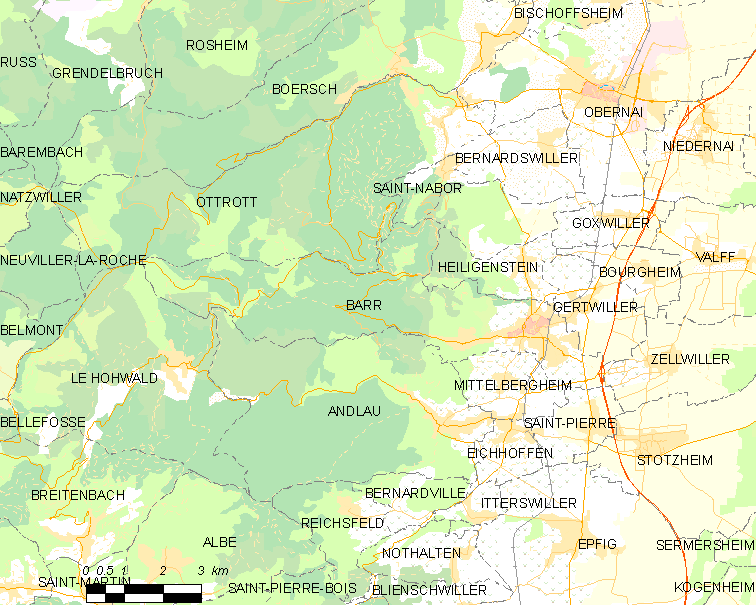
巴尔的OSM定位图

## 行政
巴尔的邮政编码为67140，INSEE市镇编码为67021。

## 政治
巴尔所属的省级选区为奥贝奈县。

## 人口

1962-2008年间巴尔人口变化图示

巴尔于2022年1月1日时的人口数量为7086人。